# 李伟新
李伟新（1993年9月20日—）是一名中国足球运动员，现由中超联赛球队广州恒大租借到梅县客家，司职后卫。曾效力于中乙联赛球队东莞南城，因球队2012年冲甲失败解散而被广州恒大签下。